# Gambensonaten (Bach)
Die Gambensonaten sind drei Sonaten für Viola da Gamba und Cembalo (BWV 1027–1029) von Johann Sebastian Bach. Sie zählen zu dessen bekanntesten Kammermusikwerken.
Die Sonaten haben keinen stilistischen Bezug zu der zeitgenössischen französischen Gambenkultur (etwa eines Antoine Forqueray, Sainte-Colombe oder Marin Marais), die durch virtuose Verzierungen und hoch entwickeltes Akkordspiel gekennzeichnet war. Es gilt daher auch als wahrscheinlich, dass diese Werke original nicht für Gambe geschrieben wurden; vielmehr hat sie Bach wohl für dieses Instrument eingerichtet.
Heute werden die Kompositionen unter anderem auch von Violoncellisten, Bratschisten und Kontrabassisten gespielt, liegen auf diesen Instrumenten aber entweder sehr hoch oder sehr tief.
Die drei Sonaten sind fast zur Gänze als Trios gesetzt, da das Cembalo zweistimmig spielt. Nur zu Beginn des dritten Satzes der zweiten Sonate sowie zu Anfang des ersten Satzes der dritten Sonate findet sich noch Generalbassbezifferung. Die Gambe und die beiden Hände des Cembalos sind zumeist gleichberechtigt am dreistimmigen, oft kontrapunktischen Satz beteiligt.

## Die einzelnen Sonaten

### Sonate G-Dur BWV 1027
Sätze
- Adagio 12/8 G-Dur
- Allegro ma non tanto 3/4 G-Dur
- Andante c e-Moll
- Allegro Moderato ¢ G-Dur

Werk
Die Sonate liegt auch in einer Fassung für zwei Querflöten und Continuo vor (BWV 1039, ebenfalls in G-Dur); Bach oktavierte die Stimme der zweiten Flöte und gab sie der Gambe. Der dritte Satz ist eine bemerkenswerte harmonische Studie; die beiden schnellen Sätze stellen Fugen beziehungsweise Fugati dar.

### Sonate D-Dur BWV 1028
Sätze
- Adagio 3/4 D-Dur
- Allegro 2/4 D-Dur
- Andante 12/8 h-Moll
- Allegro 6/8 D-Dur

Werk
Der dritte Satz stellt ein harmonisch immer weiter ausgreifendes Siciliano dar. Der Schlusssatz ist eine Fuge mit zwei Themen, die ständig zwischen den Instrumenten ausgetauscht werden; er enthält sehr moderne konzertante Elemente – vor allem je eine großangelegte virtuose Kadenz der beiden Soloinstrumente. Wenn die Sonate tatsächlich auch auf eine Urform für andere Instrumente zurückgeht, wird Bach hier wohl wesentliche Ergänzungen vorgenommen haben.

### Sonate g-Moll BWV 1029
Sätze
- Vivace c g-Moll
- Adagio 3/2 B-Dur
- Allegro 6/8 g-Moll

Werk
Die Gesamtform und viele Details erinnern deutlich an die Konzertform, und es ist bereits vermutet worden, dass die Sonate aus der Bearbeitung eines Konzerts (dann wohl für zwei Flöten) entstand. Schon das Unisonothema des ersten Satzes lässt an das dritte Brandenburgische Konzert denken; die Soli stellen ihm ein eigenes kontrastierendes Thema entgegen. Im Mittelsatz deutet die schlichte Bassstimme eine einfache und fast archaische Harmonik an, über die die beiden Oberstimmen einen sehr ausdrucksvollen und durch viele Vorhalte gekennzeichnete Zwiegesang entwickeln. Der Schlusssatz ist eine Fuge, deren ausgedehnte Zwischenspiel aber überraschend ein deutlich kontrastierendes zweites Thema cantabile einführen – dadurch erhält der Satz schon Anklänge an den empfindsamen Stil, der erst in der nächsten Generation aufkommen sollte.

## Weitere Kammermusik mit Gambe

### Trio für Oboe d’amore, Viola da Gamba und Continuo
Diese verschollene Komposition ist rekonstruierbar aus der Vierten Orgel-Triosonate (BWV 528).

## Noten im Internet
- BWV 1027...1029: Gambensonaten: Noten und Audiodateien im International Music Score Library Project